# قائمة تسوق القاتل
قائمة تسوق القاتل (بالكورية: 살인자의 쇼핑목록)؛ هو مسلسل تلفزيوني كوري جنوبي، من بطولة إي كوانغ سو وكيم سول هيون. المسلسل يصور قصة تحقيق كوميدية حول العثور على القاتل الحقيقي. عرض على قناة تي في إن كل يومي الأربعاء والخميس من 27 أبريل إلى 19 مايو 2022. وهو أيضًا متاح على منصة iQIYI في مناطق مختارة.

## القصة
دراما كوميدية غموض تتحدث عن حي عادي في ضواحي سيئول. عندما يتم العثور على جثة غامضة بالقُرب من مبنى سكني، وتصبح فاتورة إيصال السوبر ماركت جزءًا رئيسيًا من الأدلة التي تبدأ عملية بحث عن القاتل.

## طاقم
- لي كوانغ سو في دور أهن داي سونغ.[9]

ابن ميونغ سوك التي تملك ام اس مارت. اعتاد أن يكون عبقريًا في الحفظ، لكنه فشل في امتحان الخدمة المدنية للصف التاسع لمدة 3 سنوات، مما جعله غير قادر على العثور على وظائف أخرى ويعمل في ام اس مارت بجانب والدته.
- كيم سول هيون دو دا هي.[10]

ضابط شرطة من قسم منطقة أودونغ، وصديقة داي سونغ.
- جين هي كيونغ في دور جيونج ميونج سوك.[11]

والدة داي سونغ ومالكة ام اس مارت.   

## المشاهدات
| الموسم | الموسم | رقم الحلقة | رقم الحلقة | رقم الحلقة | رقم الحلقة | رقم الحلقة | رقم الحلقة | رقم الحلقة | رقم الحلقة | المتوسط     |
| الموسم | الموسم | 1          | 2          | 3          | 4          | 5          | 6          | 7          | 8          | المتوسط     |
| ------ | ------ | ---------- | ---------- | ---------- | ---------- | ---------- | ---------- | ---------- | ---------- | ----------- |
|        | 1      | 816        | 786        | 570        | 640        | 535        | 735        | 571        | 866        | ستُعلن لاحقًا |

| الحلقات | تاريخ البث    | تقييمات "نيلسن كوريا" | تقييمات "نيلسن كوريا" |
| الحلقات | تاريخ البث    | على الصعيد الوطني     | منطقة العاصمة         |
| ------- | ------------- | --------------------- | --------------------- |
| 1       | 27 أبريل 2022 | 3.625%                | 4.034%                |
| 2       | 28 أبريل 2022 | 3.482%                | 3.759%                |
| 3       | 4 مايو 2022   | 2.443%                | 2.398%                |
| 4       | 5 مايو 2022   | 2.793%                | 2.534%                |
| 5       | 11 مايو 2022  | 2.253%                | 2.207%                |
| 6       | 12 مايو 2022  | 3.270%                | 3.217%                |
| 7       | 18 مايو 2022  | 2.517%                | 2.721%                |
| 8       | 19 مايو 2022  | 3.688%                | 3.808%                |
| المعدل  | المعدل        | —                     | —                     |

## الإنتاج
في 23 فبراير 2022 ، نُشرت أول صور من قراءة السيناريو التي أقيمت في سانجام دونغ، سيئول، كوريا الجنوبية.
المسلسل من كتابة هان جي وان التي كتبت مسلسل مطلوب (2016)، المحقق الشبح (2018).

## روابط خارجية
- الموقع الرسمي
 (بالكورية)
- قائمة تسوق القاتل على هانسينما